# Institut Català de la Salut

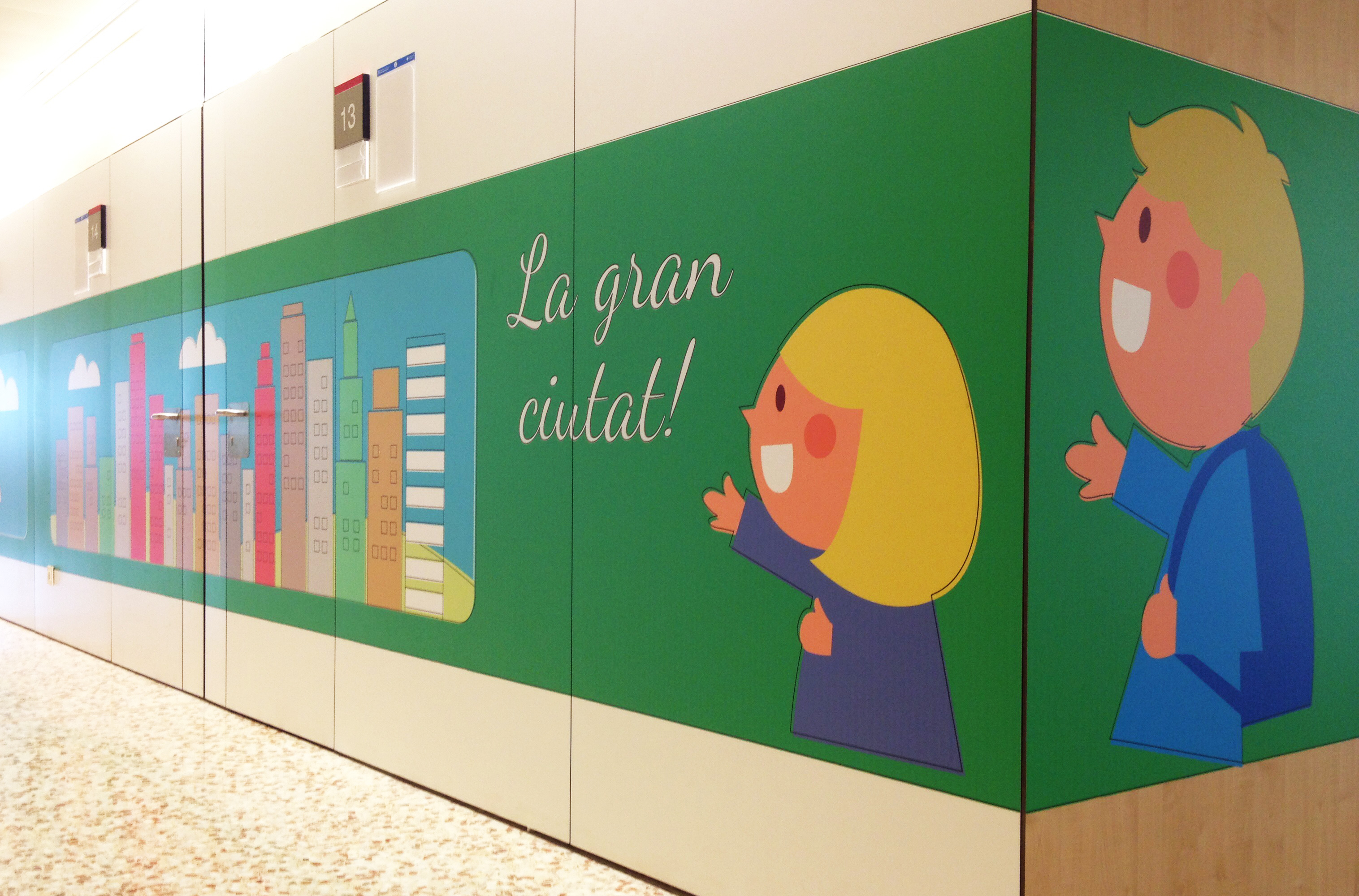
Centre d'Atenció Pediàtrica Integral CAPI Casernes.

L'Institut Català de la Salut (ICS) és una empresa pública, adscrita al Departament de Salut, dedicada a la prestació d'atenció sanitària. És el major proveïdor del Servei Català de la Salut, ens assegurador de la cobertura sanitària universal a Catalunya. Té la seu corporativa a la ciutat de Barcelona, a la Gran Via de les Corts Catalanes, 587-589.

## Descripció
Amb una plantilla d'uns 37.750 empleats el març de 2015 i 51.922 el 2023, és l'empresa amb més treballadors de tot Catalunya i l'empresa pública més gran del país. Està format per vuit hospitals i prop de 332 equips d'atenció primària, entre d'altres.
L'ICS gestiona 8 hospitals de referència dins de la xarxa hospitalària d'utilització pública; 332 equips d'atenció primària –4 dels quals amb gestió compartida amb altres proveïdors–; 34 centres d'especialitats extrahospitalàries; 23 unitats territorials d'atenció continuada i urgències d'atenció primària (ACUT), que presten atenció mitjançant 162 dispositius; 28 serveis d'atenció a la salut sexual i reproductiva; 11 unitats del Programa d'atenció domiciliària i equips de suport (PADES), 7 unitats de salut mental –2 de les quals són d'atenció infantil i juvenil i 2 més d'atenció i seguiment de les drogodependències–, 7 unitats de salut internacional; 9 línies pediàtriques; 2 serveis de laboratori clínic; 26 serveis de diagnòstic per la imatge; 19 unitats de rehabilitació extrahospitalària, i 3 serveis de salut laboral.
A més de l'activitat assistencial, l'ICS desenvolupa una gran activitat científica a través dels set instituts de recerca integrats als centres hospitalaris i d'atenció primària (Vall d'Hebron Institut de Recerca-VHIR, Institut d'Investigació Biomèdica de Bellvitge-IDIBELL, Institut d'Investigació en Ciències de la Salut Germans Trias i Pujol-IGTP, Institut de Recerca Biomèdica de Lleida-IRBLleida, Institut d'Investigació Sanitària Pere Virgili-IISPV, Institut d'Investigació Biomèdica de Girona-IDIBGI i Institut d'Investigació en Atenció Primària Jordi Gol-IDIAP Jordi Gol). Quatre d'aquests instituts –VHIR, IDIBELL, IGTP i IRBLleida– estan acreditats per l'Instituto de Salud Carlos III. Aquest reconeixement com a centres d'excel·lència els situa en una posició capdavantera a tot l'Estat en l'àmbit de la recerca biomèdica.
En el camp de la docència, l'ICS forma en els seus centres 2.400 especialistes de 50 especialitats diferents en ciències de la salut. També acull més de 4.500 alumnes de pregrau de medicina, infermeria, odontologia i altres ensenyaments. A banda d'això, porta a terme una intensa activitat en formació continuada per a tots els col·lectius professionals.
S'organitza en nou gerències territorials, una de les quals és Gerència Territorial de Barcelona. La Gerència Territorial de Barcelona gestiona centres d'atenció primària (CAP) i altres unitats en diferents àrees d'actuació: assistència, prevenció, educació sanitària, docència, recerca, formació, etc., a la ciutat de Barcelona. S'organitza en serveis d'atenció primària (SAP) – SAP Muntanya, SAP Dreta, SAP Litoral i SAP Esquerra–, que coordinen i donen suport a la tasca diària dels centres i unitats del territori. Un equip humà de 4.214 professionals dona servei a una població d'1.204.839 persones. La Gerència Territorial de Barcelona forma part de l'ICS.

## Història
L'ICS va néixer l'any 1983 en el moment en què el govern de Catalunya va assumir les competències en salut que li atribuïen tant la Constitució espanyola de 1978 com l'Estatut d'Autonomia del 1979. Els darrers anys, la prestació de serveis sanitaris per part d'entitats lligades a l'administració pública a Espanya no gaudia de cobertura universal, és a dir, que eren poques i escollides les persones que podien rebre assistència sanitària si no es trobaven incloses en el règim de la Seguretat Social (treballadors en actiu). Així doncs les persones que no treballaven i que no podien gaudir de l'INSERSO o el SEREM quedaven excloses de l'atenció sanitària.
Inicialment, l'ICS nasqué de part del sistema nacional de salut present a Catalunya (la Seguretat Social) i incorporà nous professionals per cobrir la creixent necessitat d'incrementar els serveis. Així doncs, l'ICS era una part orgànica de la pròpia Administració de la Generalitat de Catalunya i incorporà personal funcionari. La despesa sanitària durant la dècada de 1980 fou extraordinària, per tal de dotar d'una major xarxa de centres d'atenció primària, i l'ICS cobria aquelles parts del territori que no podien o no volien ser gestionades per entitats privades. El 1990 es constitueix el Servei Català de la Salut, com a asseguradora pública, que es constituirà com el principal client de l'ICS.
No fou fins al 2007 que el Parlament de Catalunya aprovà la llei de l'ICS, que en canvia la seva naturalesa jurídica i el constitueix en una empresa pública. Aquest canvi jurídic no restà exempt de controvèrsia per a part del personal laboral i alguns sindicats, que deien que s'estava privatitzant la sanitat pública i probablement també per la pèrdua de determinats drets laborals que comportava aquest canvi per als treballadors laborals de l'ICS, ja que passaven de ser personal assimilat a funcionari a ser personal laboral. Amb tot, el 2009 s'aproven en junta de govern els Estatuts de l'ICS.

## Hospitals gestionats per l'ICS
- Hospital Universitari Arnau de Vilanova de Lleida
- Hospital Universitari Doctor Josep Trueta de Girona
- Hospital Universitari Germans Trias i Pujol
- Hospital Universitari Joan XXIII de Tarragona
- Hospital Universitari de Bellvitge
- Hospital de Viladecans
- Hospital Verge de la Cinta de Tortosa
- Hospital Universitari Vall d'Hebron